# JETCO
JETCO (chinois : 銀通) (nom complet: Joint Electronic Teller Services Limited, chinois : 銀聯通寶有限公司) est le plus grand réseau de Guichet automatique bancaires à Hong Kong et Macao, avant près de 1700 automates.

## Histoire
JETCO a été fondé par la branche hongkongaise de Bank of China (désormais Bank of China (Hong Kong)) en 1982 aux côtés de la Bank of East Asia, la Chekiang First Bank, la Shanghai Commercial Bank et la Wing Lung Bank, et couvre désormais toutes les banques de Hong Kong et Macau à l'exception de la HSBC et de la Hang Seng Bank, qui utilise un système séparé appelé ETC.

## Utilisation enRépublique populaire de Chine
JETCO se connectait avec le réseau UnionPay en République populaire de Chine : Les détenteurs de cartes JETCO pouvaient retirer de l'argent liquide en RMB aux automates UnionPay dans beaucoup de villes Chinoises majeures, tandis que les détenteurs de cartes UnionPay pouvaient retirer des HK$ dans la limite de 5000 HK$ par jour aux automates JETCO de Hong Kong. Toutefois, à partir du 1er janvier 2006, les détenteurs de cartes HETCO ne peuvent plus retirer d'argent liquide dans les automates UnionPay en Chine étant donné que JETCO et UnionPay ne sont pas parvenus à renouveler leur accord. Bank of East Asia a lié ses distributeurs au réseau JETCO afin de permettre les retraits en RMB en Chine et les banques Chinoises et Étrangères installées à Hong Kong ont connecté leurs distributeurs à Hong Kong au réseau UnionPay. De plus, beaucoup de banques à Hong Kong émettent maintenant des cartes de crédit et de débit UnionPay pour utilisation en République populaire de Chine.

## Membres
JETCO est le réseau principal des banques ci-dessous :

### Hong Kong
- Australia and New Zealand Banking Group Limited
- Bank of China (Hong Kong)
- Bank of Communications
- Bank of East Asia
- Bank SinoPac
- China Construction Bank
- China Construction Bank (Asia)
- China Merchants Bank
- Chiyu Banking Corporation
- Chong Hing Bank
- Citibank
- CITIC Ka Wah Bank
- Dah Sing Bank
- DBS Bank
- Fubon Bank
- Industrial and Commercial Bank of China (Asia)
- Industrial and Commercial Bank of China
- MEVAS Bank
- Nanyang Commercial Bank
- Public Bank (Hong Kong)
- Shanghai Commercial Bank
- Standard Chartered Bank
- Wing Hang Bank
- Wing Lung Bank

### Macao
- Banco Comercial de Macau
- Banco Nacional Ultramarino
- Banco Weng Hang
- China Construction Bank
- Bank of China
- Luso International Bank
- Industrial and Commercial Bank of China (Macau)
- Tai Fung Bank

## Liens Externes
- Page officielle